# 中华人民共和国东海防空识别区

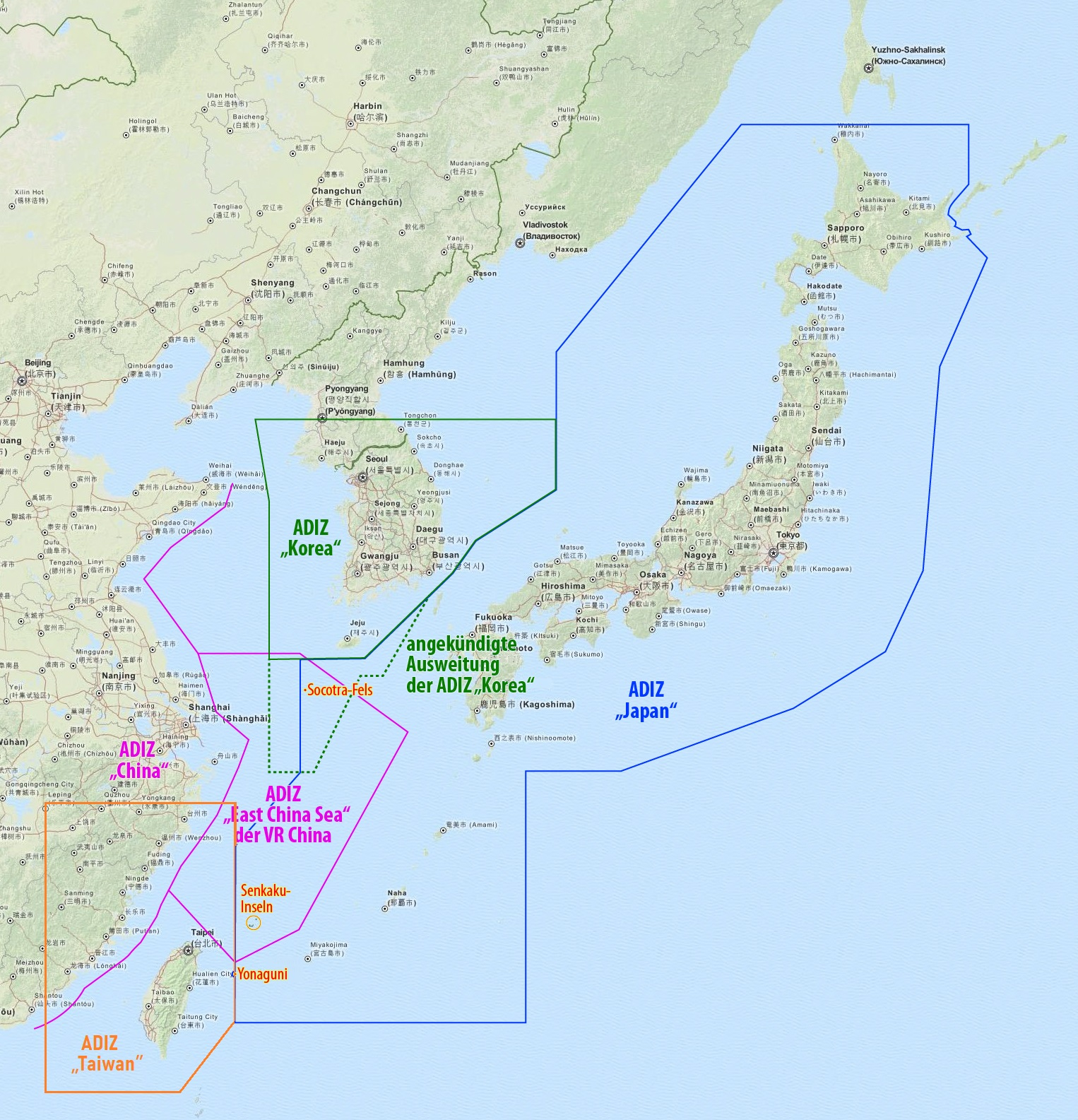
日本、韓國、中華人民共和國與中華民國（台灣）在東海防空識別區有明顯的重合部分。

中华人民共和国东海防空识别区（英語：East China Sea ADIZ），简称东海防空识别区，是中华人民共和国政府在2013年11月23日宣布划定的防空识别区，划定设立该识别区域的声明由新华社发布。

## 划设依据
根据《中华人民共和国政府关于划设东海防空识别区的声明》显示，东海防空识别区是中华人民共和国政府根据1997年3月14日实施的《中华人民共和国国防法》、1995年10月30日实施的《中华人民共和国民用航空法》和2001年7月27日实施的《中华人民共和国飞行基本规则》等三部法律法规划定设立。

## 具体范围
东海防空识别区总体位于东中国海上空，具体范围为以下六点连线与中国领海基线之间空域范围：
- 北纬33度11分、东经121度47分
- 北纬33度11分、东经125度00分
- 北纬31度00分、东经128度20分
- 北纬25度38分、东经125度00分
- 北纬24度45分、东经123度00分
- 北纬26度44分、东经120度58分

## 航空器识别规则
中华人民共和国东海防空识别区航空器识别规则公告
中华人民共和国国防部根据中国政府关于划设东海防空识别区的声明，现将东海防空识别区航空器识别规则公告如下：
一、位于中华人民共和国东海防空识别区（以下简称东海防空识别区）飞行的航空器，必须遵守本规则。
二、位于东海防空识别区飞行的航空器，必须提供以下识别方式：
（一）飞行计划识别。位于东海防空识别区飞行的航空器，应当向中华人民共和国外交部或民用航空局通报飞行计划。
（二）无线电识别。位于东海防空识别区飞行的航空器，必须开启并保持双向无线电通信联系，及时准确回答东海防空识别区管理机构或其授权单位的识别询问。
（三）应答机识别。位于东海防空识别区飞行的航空器，配有二次雷达应答机的应当全程开启。
（四）标志识别。位于东海防空识别区飞行的航空器，必须按照有关国际公约规定，明晰标示国籍和登记识别标志。
三、位于东海防空识别区飞行的航空器，应当服从东海防空识别区管理机构或其授权单位的指令。对不配合识别或者拒不服从指令的航空器，中国武装力量将采取防御性紧急处置措施。
四、东海防空识别区管理机构是中华人民共和国国防部。
五、本规则由中华人民共和国国防部负责解释。
六、本规则自2013年11月23日10时起施行。

## 各方反应

### 中华人民共和国
11月24日，中国军事专家张军社表示，东海防空识别区划设后，不仅可以提高中华人民共和国防空预警能力，而且能够避免与外国航空器发生军事误判；如果外国航空器进入这一空域，需进行通报或采取其他规范措施，这对双方及时掌握海空情况有重要作用。
11月28日的國防部例行記者會上，新聞發言人楊宇軍上校表示「日方無權對中國設立東海防空識別區說三道四」，又回應稱日本早在1969年就設立並公佈實施了防空識別區，「如果說要撤回的話，那麼我們就請日方先撤回自己的防空識別區，中方可以在44年以後再作考慮。」。
11月29日，外交部表示，识别区并不等于领空，任何一个国家航空器包括民用客机，正常航行不受影响，中方建立识别区不针对任何国家，任何尊重中华人民共和国主权的国家都没有必要感到紧张。中国人民解放军空军新闻发言人申进科上校同日表示：「当日上午，中国空军识别查证了进入中国东海防空识别区的外国军机共7批10架次，实现了对防空识别区内空中目标的常态化有效监控。」
11月30日，外交部發言人秦剛在例行記者會上再次批評日本近期多次就中方的防識區「到處煽風點火」，並形容日方的行為是「只許自己放火，不准別人點燈」、「做法毫無道理，別有用心」。
12月2日，中華人民共和國外交部發言人洪磊表示「包括美國在內的有關國家航空公司，向中方通報飛經東海識別區的民航飛行計劃，體現共同維護東海空域飛行秩序安全的建設性態度，中方表示讚賞」，但他認為「日方蓄意將問題政治化，將不利兩國在民航領域的合作。」
12月3日，外交部在记者会聲稱，截至該日，已有19个国家和3个地区的55家航空公司向中方通报了飞行计划，並表示飞经识别区相关国家和地区的「绝大部分航空公司」已经向中方通报了飞行计划，又赞赏其「建设性态度和对中方的理解和配合」，认为「有关做法是互利的，既有利于中方维护领土领空安全，也有利于有关航空公司的飞行安全和东海上空的飞行秩序。」
2014年1月31日，一架日本航空自衛隊戰機進入東海防空識別區，中國人民解放軍空軍兩架蘇-30MKK戰鬥機升空攔截。
2014年12月30日，日本《朝日新聞》報導稱，中国民用航空局在向各國通報的航空信息中刪除了有關飛行器進入包括釣魚島上空的東海防空識別區時，「對不配合識別或者拒不服從指令的航空器，中國武裝力量將採取防禦性緊急處置措施」的規則內容，國防部新聞事務局對此在書面答問時表示，2013年11月23日發佈的《中華人民共和國東海防空識別區航空器規則公告》明確了東海防空識別區管理的有關問題。需要指明的是，劃設防空識別區是主權國家的權利，中國政府宣佈劃設東海防空識別區以來，在有關方面的積極配合下，中方對防空識別區內的航空器進行了有效，專業的識別，維護了國家安全，也保證了民航過往航班的正常飛行秩序和安全，強調有關東海防空識別區的規定「並沒有任何改變」。

### 日本
2013年11月25日，即中國宣布制定東海防識區兩日後，日本首相安倍晉三批評中國的行動，並表示：「此舉可能招致難以預料的事態，也是非常危險的行為。這項剛剛宣布的措施，不當地侵害國際法普遍原則所規範的公海上空飛航自由權，對我國（日本）並不構成效力。日本要求中國撤銷所有足以干預公海上空飛行自由的動作。」外務省事務次官齋木昭隆亦召見中駐日大使程永華表達抗議。
11月27日，日本政府打算擴大日本空識區範圍到小笠原諸島上空，防範辽宁号航空母舰帶來的威脅，並決定聯合韓國、中华民国、東盟等受中华人民共和国空識區影響的各國和政治实体，共同要求中华人民共和国撤回方針，並計劃近期內向韓國和中华民国發出聯手呼籲，然後在12月東盟峰會時以發表文件的方式要求中华人民共和国遵守國際法下的空域秩序。同日，日本航空和全日空航空本来决定会按中华人民共和国政府要求递交飞行计划书，但在日本內閣官房长官菅义伟表示中华人民共和国划设的防空区「对我国（日本）不具有任何效力」、要求航空公司按照现有规则处理後，日航和全日空已决定不会按中华人民共和国政府要求递交飞行计划书。
11月28日，航空自衛隊和海上保安廳飛機再次在中华人民共和国主張的東海防空識別區內飛行，並沒有將飛行計劃事先通知中华人民共和国，中华人民共和国也沒有讓戰機緊急升空應對。日本官房長官菅義偉28日在記者會上透露，自衛隊飛機在未通報中华人民共和国的情況下進入了其劃設的東海防空識別區，中方未對此做出反應，並表示防衛省和自衛隊向來通過警戒機等對日本周邊海域進行監控。他強調：“中國宣佈劃設識別區後，日本也一如既往地進行警戒監視活動，不會因顧及中國而有所改變。我們將以堅決保衛我國領土、領海和領空的決心，繼續全力進行警戒監視活動。”同日，日本自民黨決議要求中华人民共和国撤銷在東海上空劃設的防空識別區，並表示：“堅決不能接受以強力為背景的不正當的擴張主義。強烈要求中國方面立即撤銷所有措施。中國有關進入識別區的航空器須提交飛行計劃的規定不具任何效力，要求日本政府用堅決的態度採取必要措施。”自民黨其後向首相助理遞交決議。
11月30日，防衛大臣小野寺五典指「確實有中國空軍戰機起飛過，但並無飛近日方飛機，無出現特殊情況，自衛隊飛機並沒有在該區受中國空軍飛機查證」，並表示在空中警戒監視是相互行動，強調自衛隊飛機會一如既往實行警戒監視。
12月1日，NHK电视节目主持人問防衛大臣小野寺五典「對美国政府容忍民间航空公司向中国提交飞行计划有什麼看法」時，小野寺回答指「美国政府和日本政府的立场是一致的，我们以外交途径和美国方面确认過，美国政府的回答是『我们没有向民间航空公司飞机提出这样的要求。』」小野寺五典也指出「中国还将在南海采取同样的行动，东南亚诸国和日本一样，都充满了紧张，这种单方面的做法，是全体国际社会所不能允许的。」稍後首相安倍也重申該言論，並表示「對於中国單方面改變現狀的做法，我們將會毅然和冷静的應對。」
12月12日，日本政府表示从飞行安全的角度考虑，将允许日本各航空公司在是否需要向中国递交飞行计划书的问题上自由作出选择，但將坚持“不承认”的立场。
2014年4月4日，外務大臣岸田文雄在內閣會議報告2014年外交藍皮書，藍皮書指出，“尖阁诸岛”是日本固有領土，日本完全無法接受中國劃設東海防空識別區、將尖阁诸岛領空劃設成彷彿是中國的領空。
2014年12月30日，日本《朝日新聞》稱，今年2月，中國民航局在供各國航空人士使用的「中國航行資料彙編」中，沒有使用「在這片空域採取防禦性緊急處置措施」的條款。據日本國土交通省介紹，10月，民航局又刪除了包含防禦性緊急處置措施的臨時航空情報。日本外交消息人士認為，中方擔心如果實際按照規則執行，會容易助長國際摩擦。

### 
韓國政府將在2013年11月28日於首爾舉行的第三屆韓中國防戰略對話中就此事表明立場。韓國不承認與濟州西方上空重疊、包括中韩争议的離於島（中國稱蘇岩礁）上空的中國防空識別區，並將要求中國方面對此做出調整。韓國國防部發言人金珉奭11月25日強調了韓方對離於島上空擁有「不可改變的控制權」。韓國外交部稱不能承認中國單方面劃設的防空識別區，東北亞局審議官李相德召見中國駐韓國大使館参赞陳海表達抗議。韓國國防部稱將與中方磋商。
韓國國防部指東海防空識別區乃中國單方面劃定，韓國飛行器經過該島上空時將不會向中方通報。
一架韓國海軍P-3C巡邏機於11月26日從濟州島起飛，飛越中國新宣布的東海防空識別區，事先並未知會中國。
韓國政府於12月8日宣布擴大其防空識別區範圍至與韓國現行仁川飛航情報區相同，覆蓋離於島，並和中日的空識區重疊。韓國國防部表示，新防空識別區符合國際航空規定，不會妨礙民航班機的正常飛行，也未侵害鄰國的領空和相應利益。美國國務院表示，美國「感謝韓國政府以負責任和深思熟慮的方式採取這項行動，事先諮詢美國以及包括日本和中國在內的鄰國。」
韩国《朝鲜日报》於12月9日称，虽然韩国此次扩大防空识别区范围，但由于新划定的防空识别区与現有飞行情报区一致，中国民航飞机可以照舊自由飞行，不需提前通报。
韓國國土交通部部長徐昇煥在11日舉行的記者會上表示，各家航空公司根據各自需求決定是否向中國提交飛行計劃。12月12日，韩国政府允许韩国航空公司向中国提交经过中国东海防空识别区的飞行计划。

### 中華民國
中華民國外交部長林永樂稱「此舉不影響我捍衛主權和漁權的決心，並與美、日進行必要聯繫。」行政院陸委會稱秉持「東海和平倡議」精神，盼各方和平對話，解決爭端。
交通部民用航空局也表示台灣客機會向中國大陆發出類似的通知。2013年12月台湾民航局已向中国大陆递交飞航计划书。

### 美国
美国国家安全委员会發言人凱特琳·海登（Caitlin Hayden）說：「對中國表達嚴重關切。」國務卿約翰·克里稱，中方片面行動只會增加區域緊張。國防部長查克·哈格尔重申若日本遭攻擊，美國將依循《美日安保條約》協防日本。
11月26日，美國兩架B-52轟炸機不知會中國，進入東海空識區。日本政府高官透露，美國兩架B-52轟炸機日前飛越中國劃設的防空識別區前“在很早階段就接到了美方的聯絡。”
美國《紐約時報》11月29日報導，歐巴馬政府決定建議美國商用客機遵守中國大陸最新的飛航規定，也就是在飛越「東海防空識別區」時，要通知中國大陸，但拒绝承认中國设定的防空识别区。
12月1日，美国两大航空公司美国航空（American Airlines），达美航空（Delta Airlines）与美國聯合航空公司（United Airlines）30日分别表示，已经向中方通报有关在中国东海防空识别区的飞行计划。
《華爾街日報》於同日報導，美國航機實際上正在同時向日本和中國提交飛行報告，並儘量更改航線，避免進入該區域。

### 
澳洲外交部部長朱莉·毕晓普在11月26日發表聲明批評中國政府劃別識別區的做法不理智以及無利於緩解地區緊張的趨勢，畢曉普在聲明中表示外交部已經照會過中國駐澳大使马朝旭并要求中方對識別區的用意做出解釋。
11月25日，中國駐澳大利亞大使馬朝旭就中國政府劃設東海防空識別區向澳方表明嚴正立場，駁回澳方言論，要求澳方「尊重事實，不選邊站隊，切實維護中澳戰略夥伴關係。」
11月28日，針對中方的抨擊，澳外長畢曉普發表聲明指「長久以來，澳大利亞反對任何一方強行或單方面採取可能增加東海緊張局勢的行動。確保東海區域的和平穩定，涉及我們的重大利益。澳大利亞並非是對此提出關注的唯一一個國家。如果其它國家作出類似的舉動，我們也會表達關注。」

### 德国
德國認為中國的行為「提升了中日雙方出現武裝衝突的危險。」

### 法國
法國外交部於11月27日表示對於這個區域的緊張局勢感到憂心非常關注在東海的局勢發展，法國致力於按照國際法以和平和對話方式解決糾紛，並呼籲各方克制。

### 欧盟
歐盟外交和安全政策高級代表凱瑟琳·艾希頓代表歐盟發表宣言，對中國設立東海防空識別區表示關注，「中國國防部在其聲明中聲稱將在不服從情況下使用“防禦性緊急處置措施”，將加劇激化的風險，也成為加劇地區緊張局勢的因素」，並呼籲各方「採取措施以緩和局勢，促進建立信任措施，依據國際法通過外交手段尋求和平與合作性的解決方案，以化解緊張局勢，並建設性地解決分歧。」

### 菲律賓
菲律宾拒绝承认中国东海防空识别区，并认为中国此举损害国际领空航行自由并破坏民航安全。菲律宾外交部发言人埃尔南德斯星期四说，中国划设的防空识别区“威胁受影响国的国家安全”并把整个空域变成中国“国内领空”。

## 媒體反應
- 中国大陆《环球时报》报道认为日本在东南西北各个方向上都设立了防空识别区，在北部方向距俄罗斯只有50公里，东海方向距中国大陆的最近距离只有130公里。中国设立防空识别区无论于法于理都是正当之举，並特別强调中方这一做法“不针对特定国家”[46]。
- 《日本经济新闻》报道认为中国设立防控识别区可能是因为对抗日美的制空权和阻止日美对中国的监视活动。 日美近年来在东海不断加强对中国军队的监视。自2012年12月中国军机进入日本主张的领空后，日本派遣搭载远程雷达的E-2C预警机对这一地区的监视也趋于常态化，而美军派出的EP-3侦察机和“全球鹰”无人侦察机则屡屡飞到靠近中国沿岸的地方收集情报[47]。
- 中国大陆《新京报》文章认为中国设置识别区，是中国对自己正当权利的行使，也向其他国家展示中国维护自身安全和主权利益的决心和能力[48]。
- 《苹果日报》认为，日後如飛經该區域，即使目的地不是中國城市，也得要向中國預先提出飛航路線，等同承认中國劃出的識別區[49][50]。
- 英国《金融時報》引述新加坡東南亞研究所安全問題專家觀點，認為中國有可能緊接在南海北部、特別是海南島周邊設立防空識別區，然而在中國努力緩解與東南亞鄰國的緊張關係之際，即便只在南海部分區域設立防空識別區，也會是“毫無必要的挑釁”。文章也提到有分析認為，中國決定設立防空識別區是因為日美等其他國家很早就已設立了自己的防空識別區，“中方因此覺得自己也有必要設一個。這是一場重大的公關戰。”[51]